# Powellisetia gradata
Powellisetia gradata är en snäckart som först beskrevs av Suter 1908.  Powellisetia gradata ingår i släktet Powellisetia och familjen Rissoidae. Inga underarter finns listade i Catalogue of Life.